# 西野亮廣とおかめシスターズ
西野亮廣とおかめシスターズ（にしのあきひろとおかめシスターズ）は、お笑い芸人のキングコング西野亮廣が、『音楽戦士 MUSIC FIGHTER』（日本テレビ系）の番組の企画でデビューしたユニット。
現在のところ1曲限定のユニットである。

## 概要
CDデビューにあたってムード歌謡の自作を目指し、弦哲也に弟子入りした。詞のテーマは西野の居住地であり、こよなく愛する五反田。
「おかめシスターズ」は、西野のイメージイラストに基づいて結成された中年女性3人組のバックコーラス隊である。「おまえがバカみたいに」には参加していない。
ミュージック・ビデオには相方梶原雄太が出ている。ただし確認するのが難しいほど小さく映っているだけである。
2005年12月25日、L'Arc〜en〜Cielらが所属するDANGER CRUEが主催するロックイベント「天嘉-伍-」に乱入し、日本武道館デビューを果たす。
2006年2月22日に、西野が全曲作詞・作曲したデビューシングル「逢いたくて五反田」を発売。
オリコン最高80位。『音楽戦士』では2005年に梶原が発売したCD「おかん」（最高44位）との順位対決をするはずだったが、結局番組内で順位の発表等はなく、うやむやに終わった。
この曲のプロモーションで『なるトモ!』『歌笑HOTヒット10』等に出演した。

## CD
- 「逢いたくて五反田」（DVD付きシングル 2006年2月22日 R and C）
  1. 逢いたくて五反田
  2. おまえがバカみたいに
  3. 逢いたくて五反田【カラオケ】
  4. おまえがバカみたいに【カラオケ】